# 勒克什密那罗延寺

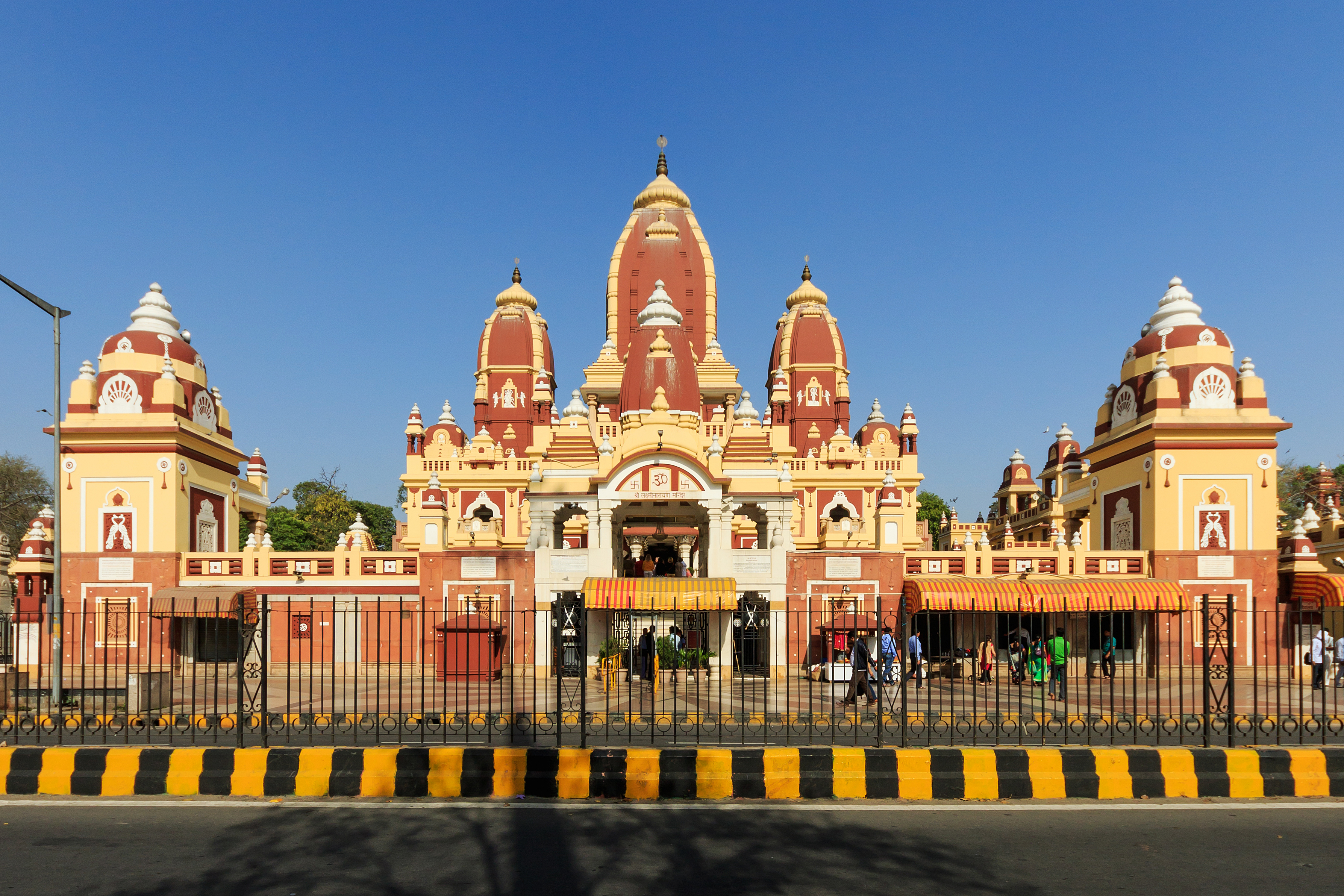
勒克什密那罗延寺

勒克什密那罗延寺，又名比尔拉庙，是一座印度教寺庙，印度德里的主要名胜之一，供奉财富女神吉祥天女和她的丈夫那罗延（即三相神中的護持者毗湿奴）。在建摩斯达密节和屠妖节期间，会有数千信徒入寺。
这座寺庙由Vir 辛格·迪奥兴建于1622年，1933-39年由比尔拉家族重建。因此，此庙又称为比尔拉庙。1939年，圣雄甘地为其揭幕，当时圣雄甘地提出条件，各个种姓的人都可入内，进入者也不限于印度教徒。此后，进一步整修和维持的资金都来自比尔拉家族。